# Edwin Salpeter
 (janvier 2022).
Si vous disposez d'ouvrages ou d'articles de référence ou si vous connaissez des sites web de qualité traitant du thème abordé ici, merci de compléter l'article en donnant les références utiles à sa vérifiabilité et en les liant à la section « Notes et références ».
Edwin Ernest Salpeter (3 décembre 1924 à Vienne, Autriche - 26 novembre 2008) est un astrophysicien austro-australo-américain. Il a travaillé à l'université Cornell à partir de 1948.

## Biographie
Il émigra d'Autriche pour l'Australie pendant son adolescence. 
En 1951 il expliqua comment les étoiles pouvaient transformer l'hélium en carbone via la réaction triple alpha (il suggéra le rôle important d'un état métastable de beryllium). Il dériva plus tard la fonction de masse initiale des étoiles de la Voie lactée. Il est à l'origine avec Hans Bethe de l’équation relativiste de Bethe-Salpeter qui détermine les états liés de deux particules.

## Distinctions et récompenses
- Médaille d'or de la Royal Astronomical Society (1973)
- Maîtrise de conférences Henry Norris Russell (1974)
- Médaille Bruce (1987)
- Prix Crafoord avec Fred Hoyle (1997)
- L'astéroïde (11757) Salpeter porte son nom.